# Barabás János (mérnök)
Barabás János (1900. – 1973.) fényképezőgép-tervező mérnök, főiskolai tanár, a Kinga és a Pajtás fényképezőgépek tervezője.

## Művei
- Gróh Gyula: A fényképezés kézikönyve (Műszaki Könyvkiadó, Budapest, 1956)
- Fotolexikon – (Akadémiai Kiadó, Budapest, 1963)
- Kohler Gyula: Optikai műszerek (Műszaki Könyvkiadó, Budapest, 1963)
- Vadász János: Mikroszkópos fényképezés (Fotokönyvtár 12., Műszaki Könyvkiadó, Budapest, 1966)

## Kitüntetései
- Petzval József-emlékérem, 1962-63